# Логарји
Логарји (словен. Logarji) су насељено место у општини Велике Лашче, Средњесловенска регија, Словенија.

## Историја
До територијалне реорганизације у Словенији били су у саставу града Љубљане, односно старе општине Вич–Рудник.

## Становништво
У попису становништва из 2011. године, Логарји су имали 31 становника.
| Број становника према пописима | Број становника према пописима | Број становника према пописима |
| ------------------------------ | ------------------------------ | ------------------------------ |
| 1991                           | 2002                           | 2011                           |
| 30                             | 30                             | 31                             |

Напомена: Године 2007. увећано за део насеља Маринчки.